# Komora klimatyczna
Komora klimatyczna (szafa klimatyczna) – urządzenie, służące do przeprowadzania wszelkich testów klimatycznych na dowolnych strukturach organicznych lub nieorganicznych, pozwalające na wytworzenie, utrzymanie pod kontrolą przez dowolny czas oraz monitorowanie i rejestrowanie klimatu (temperatury i wilgotności powietrza) w dowolnie ustalonych zakresach.
Komory klimatyczne są najczęściej wykorzystywane w przemyśle farmaceutycznym (do badań stabilności produktów leczniczych), budowlanym (osuszanie próbek do badań sczepności warstw asfaltu czy kondycjonowanie próbek betonowych), elektrotechnicznym (testy środowiskowe podzespołów i urządzeń, utrzymywanie jakości i osuszanie układów scalonych - głównie w obudowach BGA - przed ich zamontowaniem do urządzenia) oraz motoryzacyjnym (badania właściwości powłok izolacyjnych).